# Philodendron angustisectum
Philodendron angustisectum är en kallaväxtart som beskrevs av Adolf Engler. Philodendron angustisectum ingår i släktet Philodendron och familjen kallaväxter. Inga underarter finns listade.